# 都城市立夏尾中学校
都城市立夏尾中学校（みやこのじょうしりつ なつおちゅうがっこう）は、宮崎県都城市夏尾町にある公立の中学校。

## 概要
歴史
1962年（昭和37年）創立。現校名となったのは1965年（昭和40年）。2022年（令和4年）に創立60周年を迎えた。
校章
それぞれ左右を向き羽を広げる2羽の鳥を背景にして、中央上部に「中」の文字を配している。
校歌
作詞は服部七郎、作曲は佐藤五雄による。歌詞は3番まであり、3番の歌詞中に校名の「夏尾中学校」が登場する。
通学区域
- 都城市立夏尾小学校

特色
小規模特認校に指定されている。

## 沿革
- 1962年（昭和37年）4月1日 - 「荘内町立夏尾中学校」が創立。
- 1965年（昭和40年）1月1日 - 都城市との合併により、「都城市立夏尾小学校」（現校名）に改称。
- 1994年（平成6年）9月 - 第1回夏尾小・中学校合同運動会を開催。
- 2007年（平成19年）1月1日 - 都城市小規模特認校に認定される。
- 2012年（平成24年）10月 - 第1回夏尾小・中学校合同文化祭を開催。

## 交通アクセス
最寄りの鉄道駅
- JR九州 日豊本線 「谷頭駅」・「万ヶ塚駅」

最寄りの幹線道路
- 宮崎県道45号御池都城線

## 周辺
- 都城市立夏尾小学校
- 夏尾市民センター
- 都城市立夏尾診療所